# Аръар
Аръа́р, также Арар (араб. عرعر‎) — город в Саудовской Аравии, столица административного округа Эль-Худуд-эш-Шамалия. Население — 145 237 человек (2004).
Город Аръар расположен на севере Саудовской Аравии на границе с Ираком. Основан в 1951 году, после окончания строительства Трансаравийского нефтепровода. На месте будущего города находилась нефтяная насосная станция, медицинский центр и жильё для рабочих.